# Poli(octan winylu)
Poli(octan winylu) (PVAc lub PVA) – polimer winylowy, acetylowa pochodna poli(alkoholu winylowego). 
Otrzymywany jest w wyniku polimeryzacji octanu winylu. Wobec silnych zasad ulega zmydleniu do poli(alkoholu winylowego), z którego można odtworzyć PVAc działaniem czynników acetylujących, np. chlorku acetylu lub bezwodnika octowego.
Zależnie od stopnia polimeryzacji jest miękki, żywicowaty lub kruchy. Obecnie jest głównie stosowany jak składnik klejów i farb emulsyjnych oraz mas szpachlowych.